# TRCNG
TRCNG (Hangul: 티알씨엔지; es un acrónimo para "Teen Rising Champion in a New Generation"). TRCNG fue un grupo surcoreano creado por TS Entertainment en 2017[2]. Debutaron con "EP: New Generation" el 10 de octubre en 2017[3].

## Exmiembros
| Nombre de nacimiento | Hangul | Fecha de nacimiento                | Posición                | Educación                         |  |
| -------------------- | ------ | ---------------------------------- | ----------------------- | --------------------------------- |  |
| Kim JiHun            | 김지훈 | 9 de enero de 2000 (25 años)       | Sub-Vocalista           | - Baekseok Middle School          |  |
| Choi HaYoung         | 최하영 | 22 de agosto de 2000 (24 años)     | Sub-Vocalista           | - School of Performing Arts Seoul |  |
| Lee HakMin           | 이학민 | 20 de septiembre de 2000 (24 años) | Sub-Vocalista, Bailarín | - School of Performing Arts Seoul |  |
| Kim JiSung           | 김지성 | 21 de diciembre de 2000 (24 años)  | Rapero                  | —                                 |  |
| Kim HyunWoo          | 김현우 | 21 de enero de 2001 (24 años)      | Rapero, Bailarín        |                                   |  |
| Yoo SiWoo            | 유시우 | 11 de mayo de 2001 (23 años)       | Rapero                  | —                                 |  |
| Lee HoHyeon          | 이호현 | 14 de octubre de 2001 (23 años)    | Rapero Principal        | —                                 |  |
| Kim KangMin          | 김강민 | 13 de noviembre de 2001 (23 años)  | Vocalista Principal     | - Geumok Middle School            |  |
| Jang TaeSeon         | 양태선 | 17 de septiembre de 2000 (21 años) | Líder, vocalista        | Hanlim Multi Art School           |  |
| Jo WooYeop           | 조우엽 | 27 de septiembre de 2000 (21 años) | Subvocalista, bailarín  |                                   |  |

## Discografía

### Extended plays
| Título         | Detalles del álbum | Posiciones en gráficos | Ventas |
| Título         | Detalles del álbum | KOR                    | Ventas |
| -------------- | --- | ---------------------- | ------ |
| New Generation | - Fecha de lanzamiento: 10 de octubre de 2017 - Etiqueta: TS Entertainment, LOEN Entertainment - Formatos: CD, descarga digital | 14                     |        |

### Sencillos
| Título       | Año  | Posiciones en gráficos | Ventas (DL)    | Álbum |
| Título       | Año  | KOR                    | Ventas (DL)    | Álbum |
| ------------ | ---- | ---------------------- | -------------- | ----- |
| «Spectrum»   | 2017 |                        | New Generation |       |
| «Wolf Baby » | 2018 |                        | Who Am I       |       |
| «MISSING »   | 2019 |                        | RISING         |       |

### Álbumes
| Título                                                                       | Detalles | Peak chart positions | Ventas       |
| Título                                                                       | Detalles | KOR                  | Ventas       |
| ---------------------------------------------------------------------------- | --- | -------------------- | ------------ |
| Who Am I                                                                     | - Fecha de lanzamiento: 2 de enero del 2018 - Label: TS Entertainment, LOEN Entertainment - Formatos: CD, descarga digital Ver listaTrack listing 1. I Am 2. Wolf Baby 3. Utopia                                        | 21                   | - KOR: 8,024 |
| Spectrum                                                                     | - Lanzamiento: 4 de abril de 2018 - Discográfica: TS Entertainment, LOEN Entertainment - Formatos: CD, digital download Ver listaTrack listing 1. Spectrum (Japanese Version) 2. Just I Love You                        | —                    |              |
| Game Changer                                                                 | - Lanzamiento: 25 de julio de 2018 - Discográfica: TS Entertainment, LOEN Entertainment - Formats: CD, digital download Ver listaTrack listing 1. Game Changer 2. With you                                              | —                    |              |
| Rising                                                                       | - Lanzamiento: 6 de septiembre de 2019 - Discográfica: TS Entertainment, Kakao M - Formatos: CD, digital download Ver listaTrack listing 1. Paradise 2. Missing 3. Island 4. Paradise (Inst.) 5. #턀쎈지 (Hidden Track) | 21                   | - KOR: 1,383 |
| "—" denotes releases that did not chart or were not released in that region. | |                      |              |